# Млодзяново (Маковський повіт)
Млодзяново (пол. Młodzianowo) — село в Польщі, у гміні Плоняви-Брамура Маковського повіту Мазовецького воєводства.
Населення — 235 осіб (2011).
У 1975-1998 роках село належало до Остроленцького воєводства.

## Демографія
Демографічна структура станом на 31 березня 2011 року:
|          | Загалом | Допрацездатний вік | Працездатний вік | Постпрацездатний вік |
| -------- | ------- | ------------------ | ---------------- | -------------------- |
| Чоловіки | 117     | 18                 | 83               | 16                   |
| Жінки    | 118     | 24                 | 66               | 28                   |
| Разом    | 235     | 42                 | 149              | 44                   |